# Renato Petronio
Renato Petronio (født 5. februar 1891 i Piran, Østrig-Ungarn, død 9. april 1976 i Venedig) var en italiensk roer, olympisk guldvinder og firedobbelt europamester.
Petronios rokarriere var koncentreret om firer med styrmand, som han opnåede alle sine store resultater i som styrmand.
Hans første store internationale resultat kom ved OL 1928 i Amsterdam, hvor han styrede roerne Giliante D'Este, Valerio Perentin, Giovanni Delise og Nicolò Vittori i firer med styrmand. Efter i første runde at have roet alene besejrede italienerne i anden runde det tyske hold meget klart, og efter at tyskerne havde klaret sig gennem opsamlingsheatet mødtes de to både igen i kvartfinalen. Her vandt italienerne igen, dog knap så overlegent. I semifinalen besejrede italienerne schweizerne i ny olympisk rekordtid, hvorpå Schweiz besejrede Polen i en kamp om at møde italienerne i finalen. Her vandt Schweiz, og i finalen sejrede italienerne klart, måske som følge af muligheden for at hvile, mens Schweiz og Polen kæmpede. Resultatet blev derfor, at Italien vandt guld, Schweiz sølv og Polen bronze.
Perentin og Vittori var med i båden ved alle de lejligheder, hvor Petronio vandt internationale medaljer. Næste store resultat for dem kom ved EM i 1929, hvor de vandt guld, mens det blev til sølv i 1930 og igen guld i 1932, 1933 og 1934 samt bronze i 1935.
Ved OL 1936 i Berlin blev italienerne nummer to i indledende heat og nummer tre i opsamlingsheatet og var derfor ude af turneringen.

## OL-medaljer
- 1928:  Guld i firer med styrmand